# ImPulsTanz
ImPulsTanz est un festival de danse contemporaine se déroulant à Vienne en Autriche. Il a été créé en 1984 par l'Autrichien Karl Regensburger et le chorégraphe-danseur brésilien Ismael Ivo qui en assument toujours la direction. Chaque été, ce festival de danse contemporaine accueille pendant quatre semaines sur les scènes des théâtres de la capitale, des chorégraphes du monde entier. Plus de quarante productions sont présentées annuellement, auxquelles assistent plus de 30 000 spectateurs.

## Historique
Dès sa fondation, ImPulsTanz a assis son identité sur deux pôles, la danse comme spectacle et la danse comme pratique. Le festival organise des ateliers chorégraphiques ouverts aux professionnels comme aux amateurs. Ces stages se déroulent à l'Arsenal, ancien arsenal militaire dont les salles ont été magnifiquement réaménagées par l'architecte Gustav Peichl (en) et qui le reste de l'année héberge les ateliers de décoration du Théâtre National, le Burgtheater. 5 000 personnes participent aux quelque 200 ateliers proposés : cours de danse contemporaine africaine, de jazz, danse classique ou capoeira, cours pour enfants, seniors ou personnes handicapées.
ImPulsTanz entretient des liens de fidélité artistique avec des chorégraphes comme Mathilde Monnier, Maguy Marin, Anne Teresa De Keersmaeker, Wim Vandekeybus, Marie Chouinard et Jennifer Lacey. Toutefois sa démarche artistique particulière ne consiste pas seulement à présenter œuvres et artistes de référence, mais également à soutenir des artistes émergents. Les jeunes générations sont aussi accueillies, de Julie Nioche à Ben J. Riepe. Le programme 8:tension présente de jeunes chorégraphes internationaux. Ces chorégraphes sont présentés au Schauspielhaus (de), scène viennoise très active (anciennement dirigée par George Tabori).
DanceWeb est l'une des autres initiatives du festival témoignant de la priorité accordée à la pédagogie de la danse et à la transmission[réf. nécessaire]. DanceWeb est un programme soutenu par l'Union européenne qui permet d'accueillir chaque année durant cinq semaines plus de 65 jeunes danseurs et chorégraphes du monde entier. Accompagnés d'un « mentor », comme Jonathan Burrows (en), Mathilde Monnier, Marc Tompkins ou Emio Greco, les jeunes stagiaires bénéficient d'une bourse et de formations.